# Dundas (Nouvelle-Galles du Sud)
Pour les articles homonymes, voir Dundas.
Dundas est une ville-banlieue australienne de l'agglomération de Sydney, située dans la zone d'administration locale de Parramatta en Nouvelle-Galles du Sud. 
Dundas se trouve à environ 21 km au nord-ouest du centre d'affaires de Sydney.

## Démographie
| 2011  | 2016  | 2021  |
| ----- | ----- | ----- |
| 3 880 | 4 740 | 4 959 |